# Kosenowsee
Der Kosenowsee liegt östlich von Gützkow im Landkreis Vorpommern-Greifswald. Bis zur Fertigstellung der Gützkower Ortsumgehung verlief die Bundesstraße 111 unmittelbar nördlich des Sees.

## Lage und Größe
Der Kosenowsee ist max. 647 Meter lang und bis 343 Meter breit. Seine Fläche beträgt circa 16,06 Hektar. Um 1905 wurde sie mit 18 Hektar angegeben, die Breite mit 350 Metern.
Der See liegt in einer Senke, die als Auftaurelikt eines Toteisblocks am Ende der Weichseleiszeit entstand. Das überschüssige Wasser floss dabei nach Norden über eine Rinne zum heutigen Swinowbach ab.
Am westlichen Ufer befinden sich Steilhänge mit bis zu 10 m Höhe. Am Südende steht der so genannte „Galgenberg“, wobei die Namensherkunft unbekannt ist, denn der Gützkower Richtplatz lag urkundlich genannt am anderen Ende der Stadt auf dem „Büttelberg“, heute Butterberg genannt.
Das östliche Ufer weist einen flachen Anstieg zu den umgebenden Ackerflächen auf. Die nördliche Begrenzung des Seetales besteht wiederum aus einem Berg mit Steilhängen, der aber keinen Namen trägt. Er hat eine spiegelbildliche Form des gegenüberliegenden Galgenberges.
Einen Zufluss hat der See nicht, lediglich Oberflächenwasser speist ihn.

## Geschichte

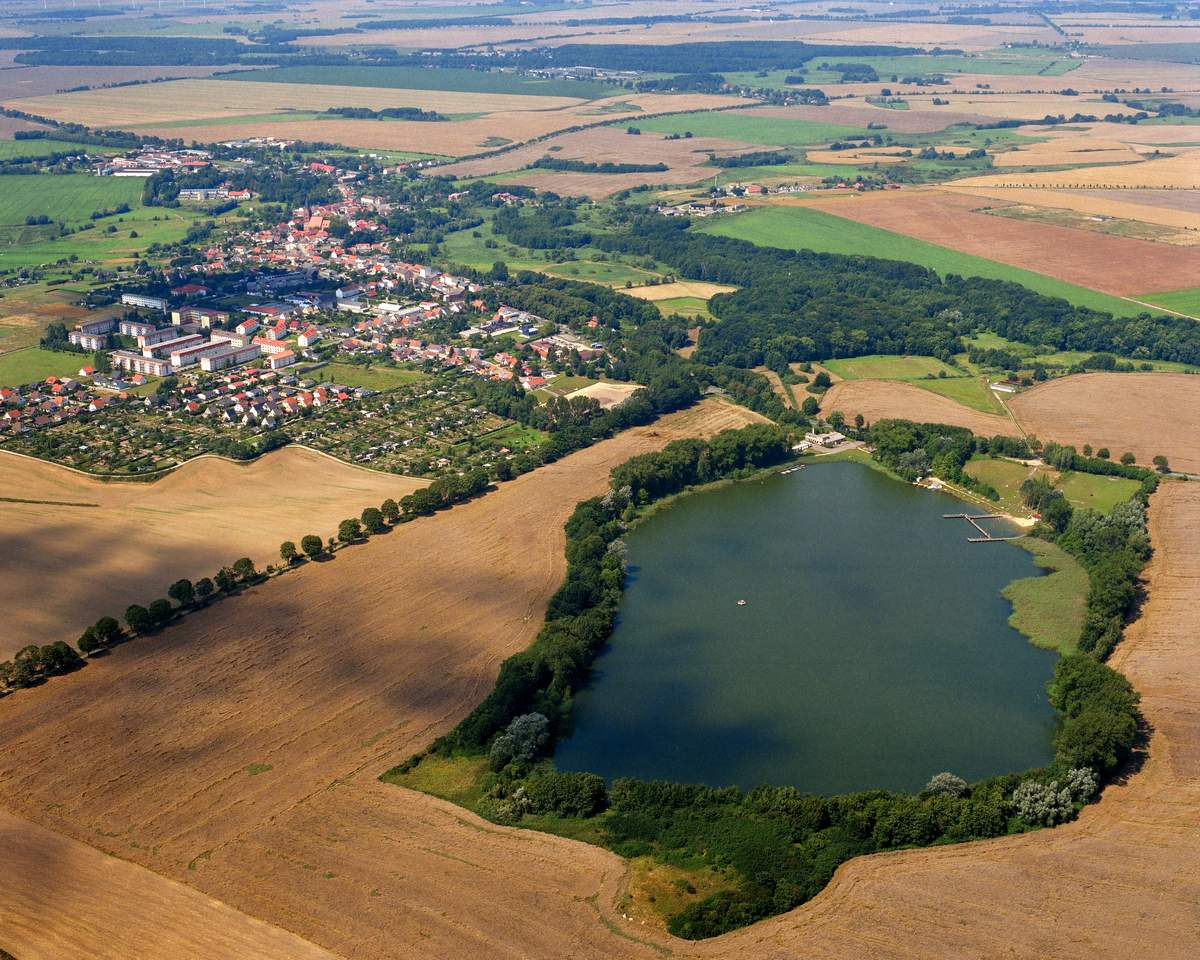
Kosenow-See aus Süden mit Ortslage

Seinen Namen hat er vom Dorf Kosenow, das laut einer Sage in ihm versunken sein soll. An seinem westlichen Rand wurden 1926 Relikte einer wendischen Siedlung gefunden, der man den urkundlichen Namen Cusenow, auch Cosenow zueignen kann und auf deren Verschwinden sich die Sage sicher bezieht.
Mit dem Bau des Straßendammes, er war bereits im Mittelalter entstanden, aber erst um 1850 in der heutigen Form ausgebaut, wurde die natürliche Abflussrinne verbaut.
Die Folge war, dass bei Starkregen oder anhaltenden Niederschlägen der See überlief und bis an die umgrenzenden Hänge anstieg.
1864 entstand am heutigen Standort der Gaststätte ein Wohnhaus, das später zu einem Fischergehöft ausgebaut wurde. Um 1900 kaufte es der Kleinbauer und Gastwirt Rudolf Anners, der das Gehöft weiter ausbaute und eine Gaststätte mit Tanzsaal errichtete.
Wenn nun der Wasserspiegel zu stark anstieg, war dieses Anwesen gefährdet. Deshalb wurden Fachleute zu Rate gezogen, die sogar den Vorschlag machten, einen Ablaufkanal in Richtung Peene zu graben (Quelle: Magistratsprotokolle). Dann aber einigte man sich auf die Variante einer Rohrleitung mit einem Einlauf, der bei einem bestimmten Wasserstand das Wasser abführt.
1928 wurde diese Rohrleitung verlegt, die das Wasser in Richtung der alten Abflussrinne über das Grabensystem am Hasenberg zum Swinowbach abführt.
Nachdem dieser Abfluss garantiert war, wurde mittels Arbeitsbeschaffungsmaßnahmen ab 1928 ein Wanderweg um den See planiert, Sitzbänke aufgebaut und die Vegetation ausgelichtet. Auf der Fläche zwischen Gaststätte und Badestelle wurden Wege angelegt und Bäume angepflanzt. Der See wurde insgesamt so zu einer Art Parkanlage.
Am nordöstlichen Ufer des Sees wurde 1938 eine Badeanstalt aufgebaut. Ein Garderoben- und Umkleidehaus wurde aufgebaut, das später noch mit zwei Flügeln mit Umkleidekabinen versehen wurde. In der Mitte war die Garderobenabgabe, vorne war das Büro des Bademeisters. Attraktion aber war der Seesteg mit dem hölzernen Sprungturm.
Als in den 1960er Jahren der Zirkus "Barlay" in Gützkow gastierte, wurden seine 5 Elefanten zum Bad im See geführt. Diese schruppten sich an dem Holzgestell des Sprungturmes und dieser brach ab, da die Pfähle wohl bereits unter Wasser morsch waren.
Daraufhin wurde ein neuer Seesteg un U-Form um 1964 errichtet, der sogar mit richtigen 25 m Schwimmbahnen versehen wurde. Dieser Steg wurde dann in den 1980er Jahren mit Eisenpfählen neu aufgebaut und die Schwimmbahnen wurden auf das Standardmaß von 50 m erweitert.
Wegen der zu geringen Wassertiefe und der im Grund vorhandenen Pfahlreste wurde ein Sprungturm nicht mehr zugelassen.
Der See war als ausgewiesenes Naherholungsgebiet besonders zu DDR-Zeiten ein beliebtes Ausflugsziel der ganzen Umgebung. Auf einem in Ufernähe gelegenen Weg kann er vollständig umwandert werden, die Weglänge beträgt 1,68 km.
In den 1970er Jahren wurde eine Freilichtbühne erbaut, jährlich fanden dann die Strandfestspiele der Stadt dort statt.
Seit 1991 ist an der tiefsten Stelle bei 8 m eine schwimmende Tiefwasserbelüftungsanlage installiert worden, um die Eintrübung und die Algenvermehrung zu mindern. Gleichzeitig wurde ringsum eine Schutzzone eingerichtet, um Nährstoffeinträge von den Ackerflächen zu verhindern. Inzwischen wurden Teile des östlichen Randbereiches mit einem Baumschutzgürtel versehen.
Durch  Arbeitsbeschaffungsmaßnahmen wurde der Weg um den See neu befestigt, da inzwischen mehrmals der Überlauf an der Gaststätte zugesetzt war und damit der Weg um den See aufgeweicht und vermoort war.

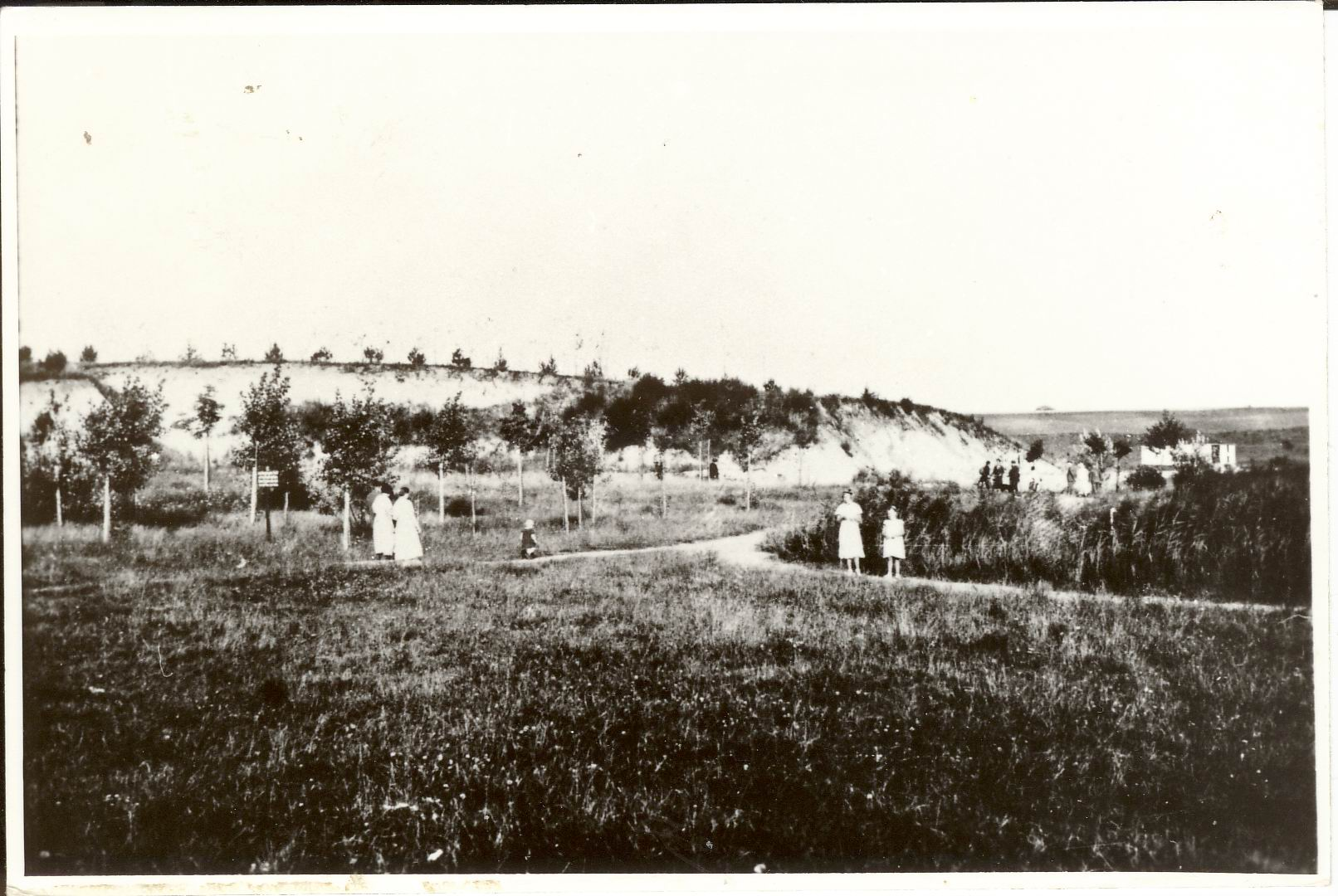
Kosenowsee - Anlagen von 1928
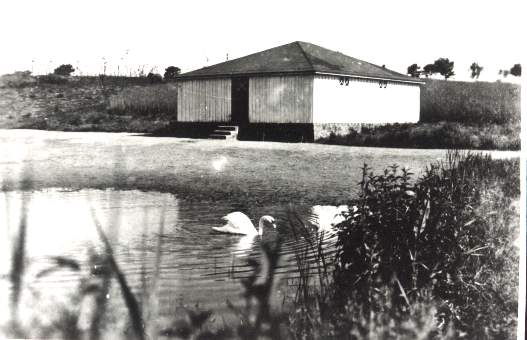
Kosenowsee - Badeanstalt 1940
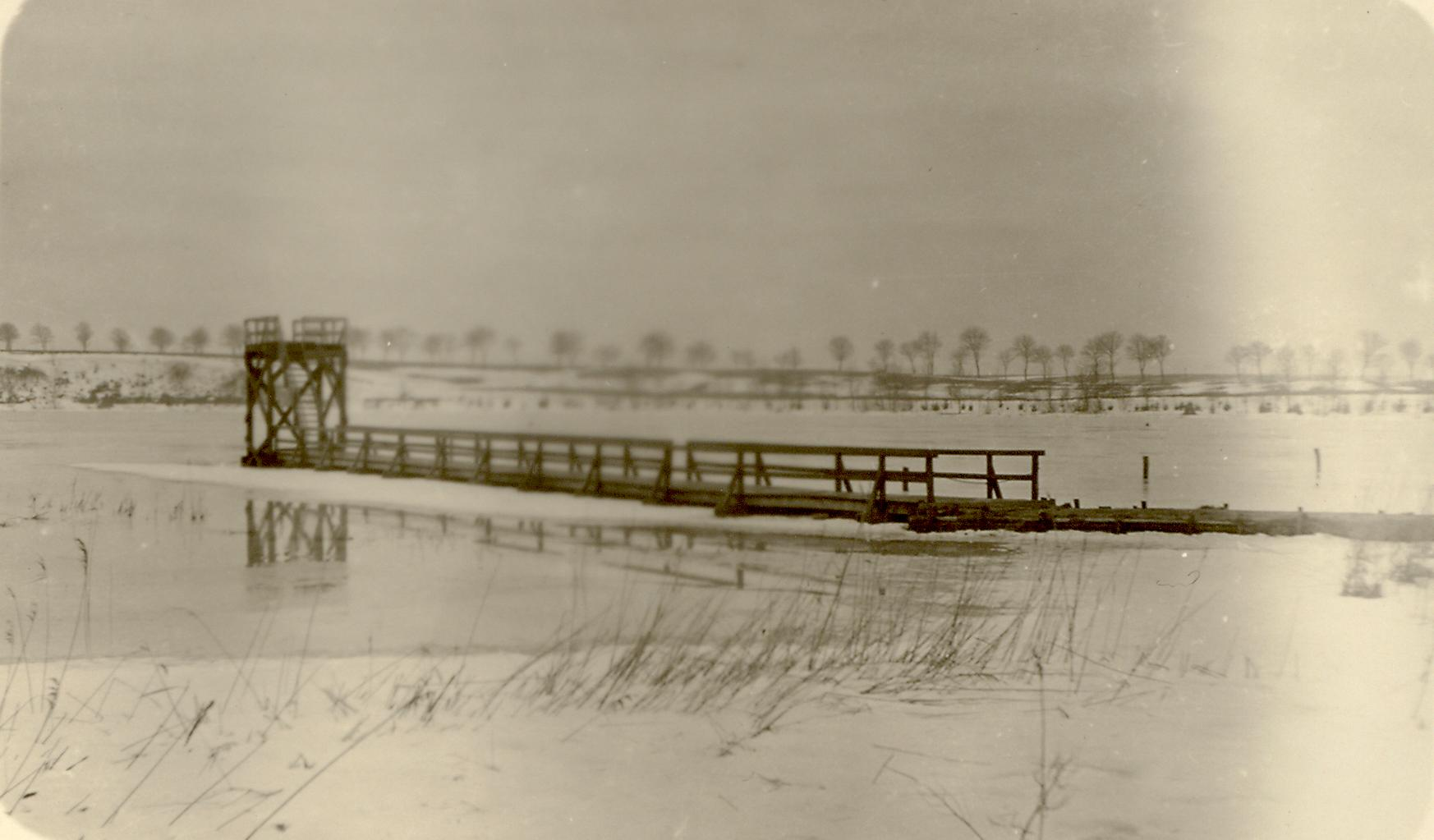
Kosenowsee - Brücke mit Turm im Winter 1940
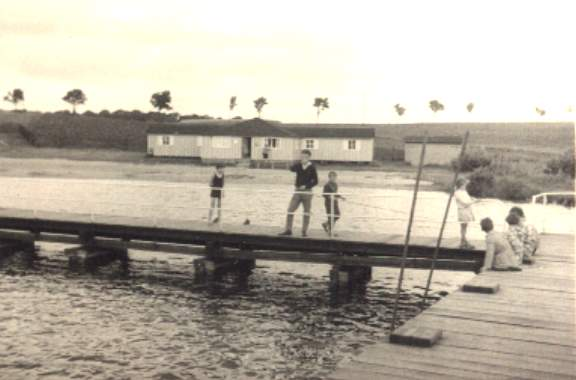
Kosenowsee - Badeanstalt 1960
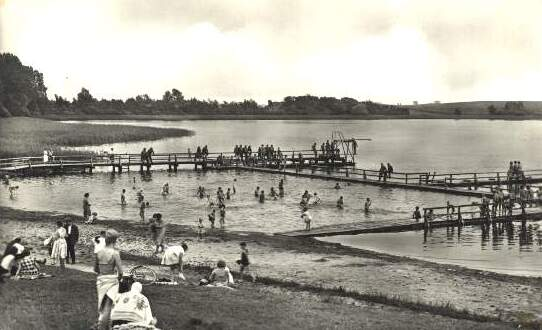
Kosenowsee - Badeanstalt mit Steg 1964
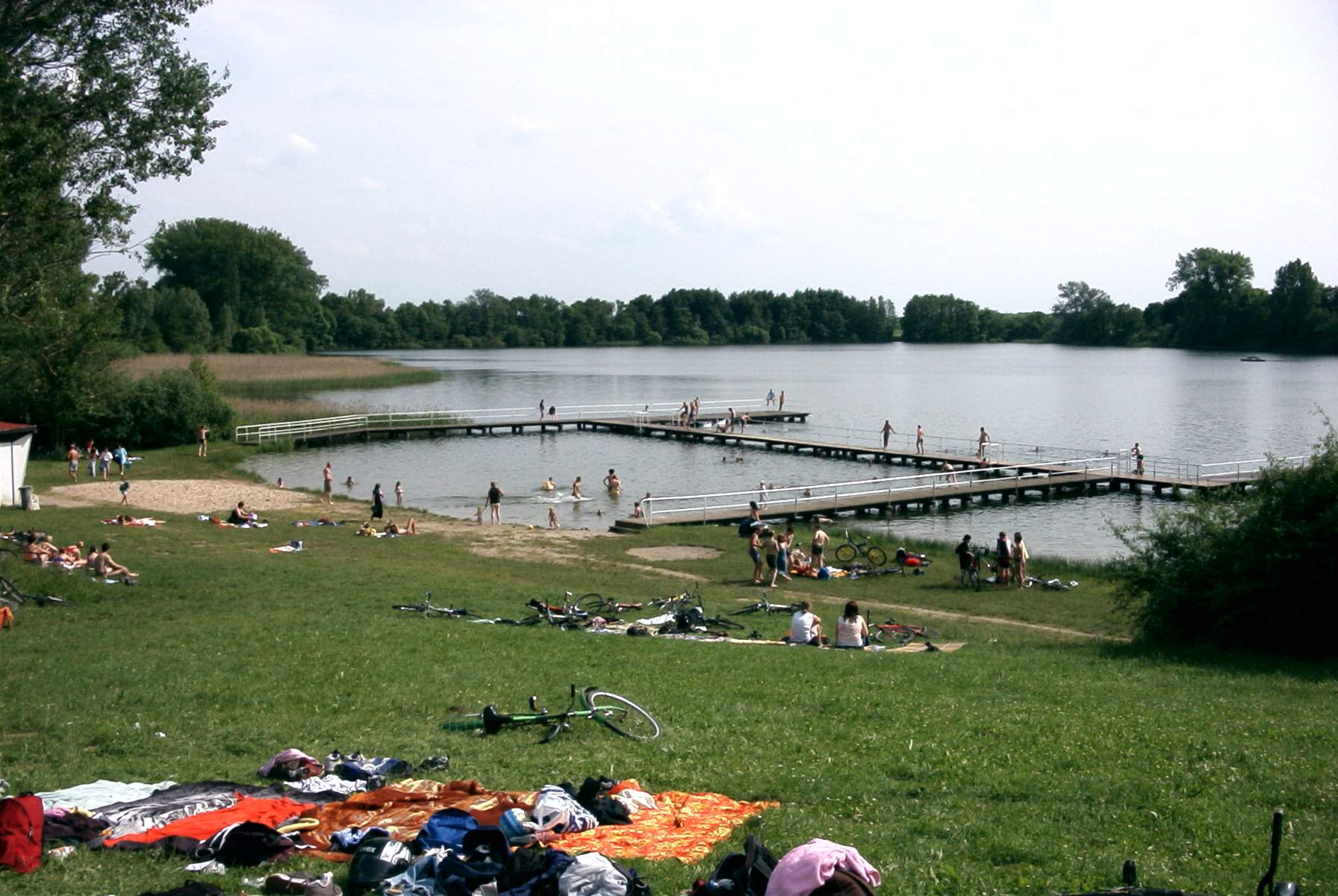
Kosenowsee - Badeanstalt mit Steg 2002

## Gaststätte am See
Wie geschichtlich erwähnt, wurde noch vor 1900 eine Gaststätte am See eingerichtet. Die Familie Anners war seitdem dort tätig, neben der Gaststätte betrieben sie im Nebenerwerb eine kleine Bauernwirtschaft und auch die Fischerei auf dem See. Die Gaststätte erhielt in der Folge noch einen Tanzsaal. Die Einrichtung erhielt den Namen: „Unter den vier Linden“ - namengebend waren die vor dem Haus in Reihe gepflanzten 4 Bäume, unter denen im Sommer der Biergarten eingerichtet war. Als die Familie ausstarb, verfiel das Haus zunehmend. 1972 errichtete die Stadt eine neue Gaststätte, die vom Konsum betriebene „Seeperle“. Sie wurde wiederum zu einem Anziehungspunkt für die Umgebung. Nach 1990 pachtete dann ein potenzieller Investor, der Kauf kam aber nicht zustande. Ähnlich ging es dem nachfolgenden Bewerber, auch er scheiterte. Ein Unternehmen aus der Stadt kaufte dann das Anwesen, baute es modern aus und verpachtete an eine griechische Familie, die seitdem die Gaststätte „Athos“ erfolgreich betreibt. Das Unternehmen plant zwischen See und Fährdamm anschließend an die Gaststätte einen Campingplatz und eine umfangreiche Freizeitanlage. Der Plan befindet sich in der Genehmigungsphase.

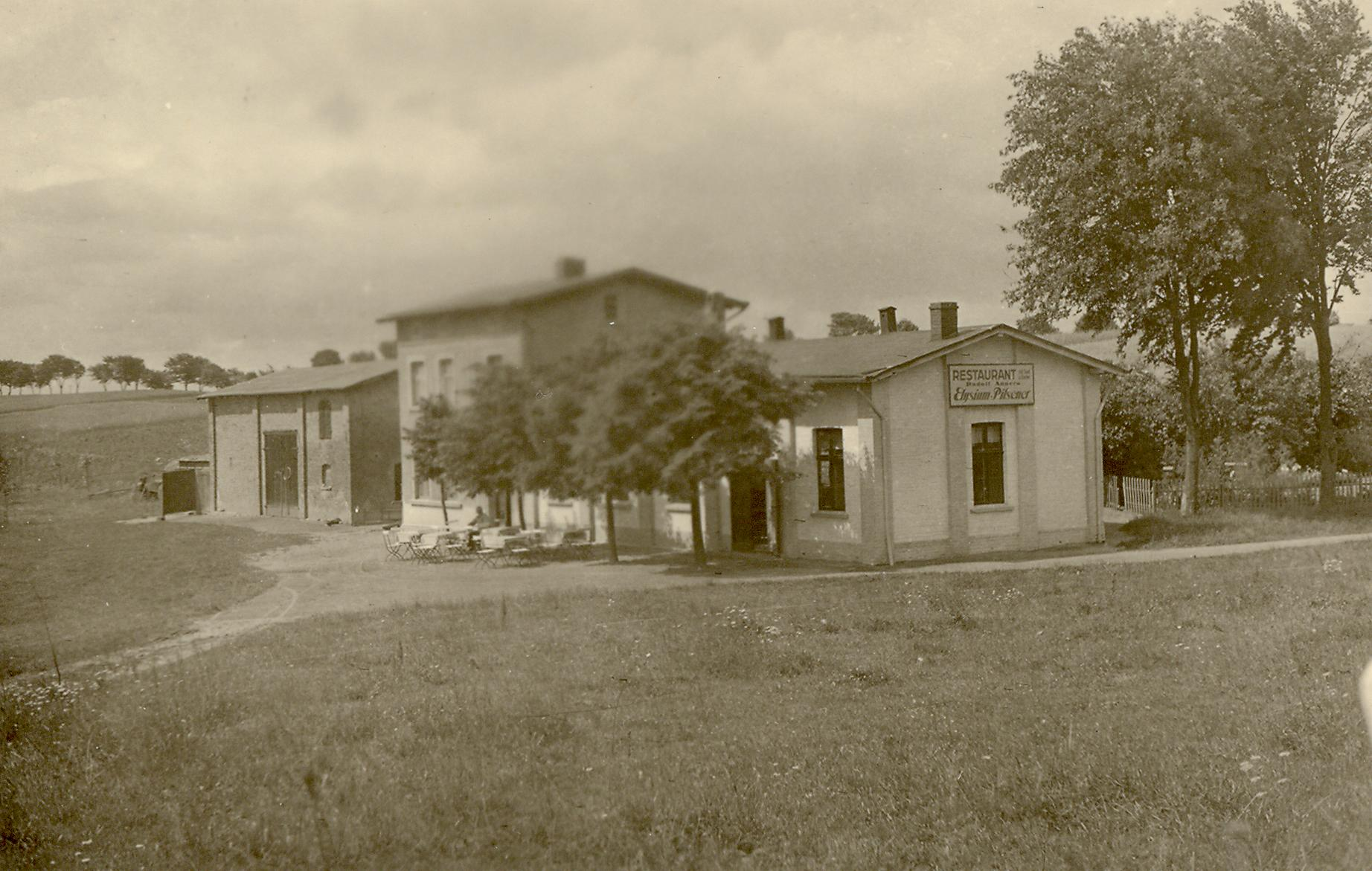
Gaststätte Anners 1938
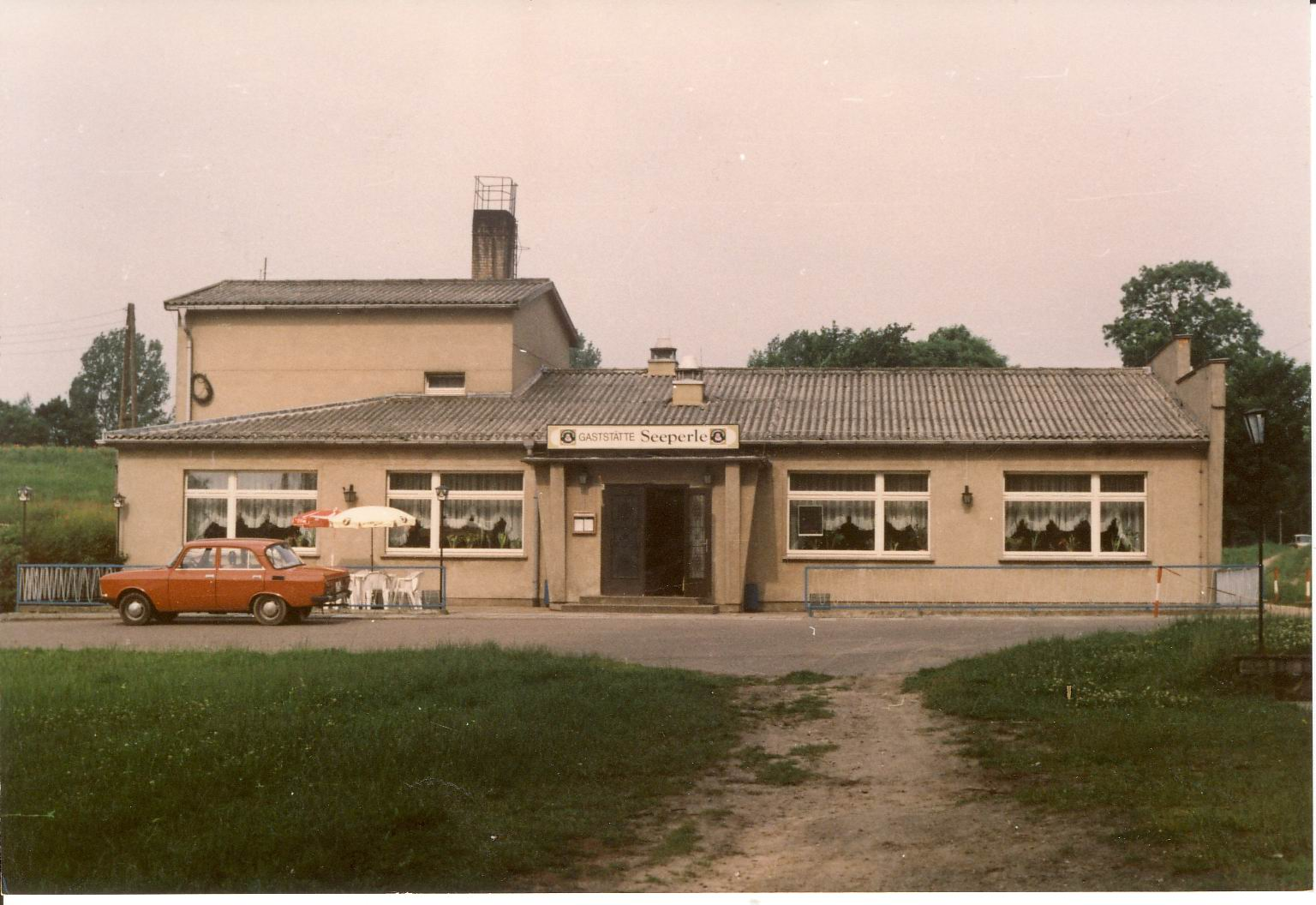
Gaststätte "Seeperle" 1985
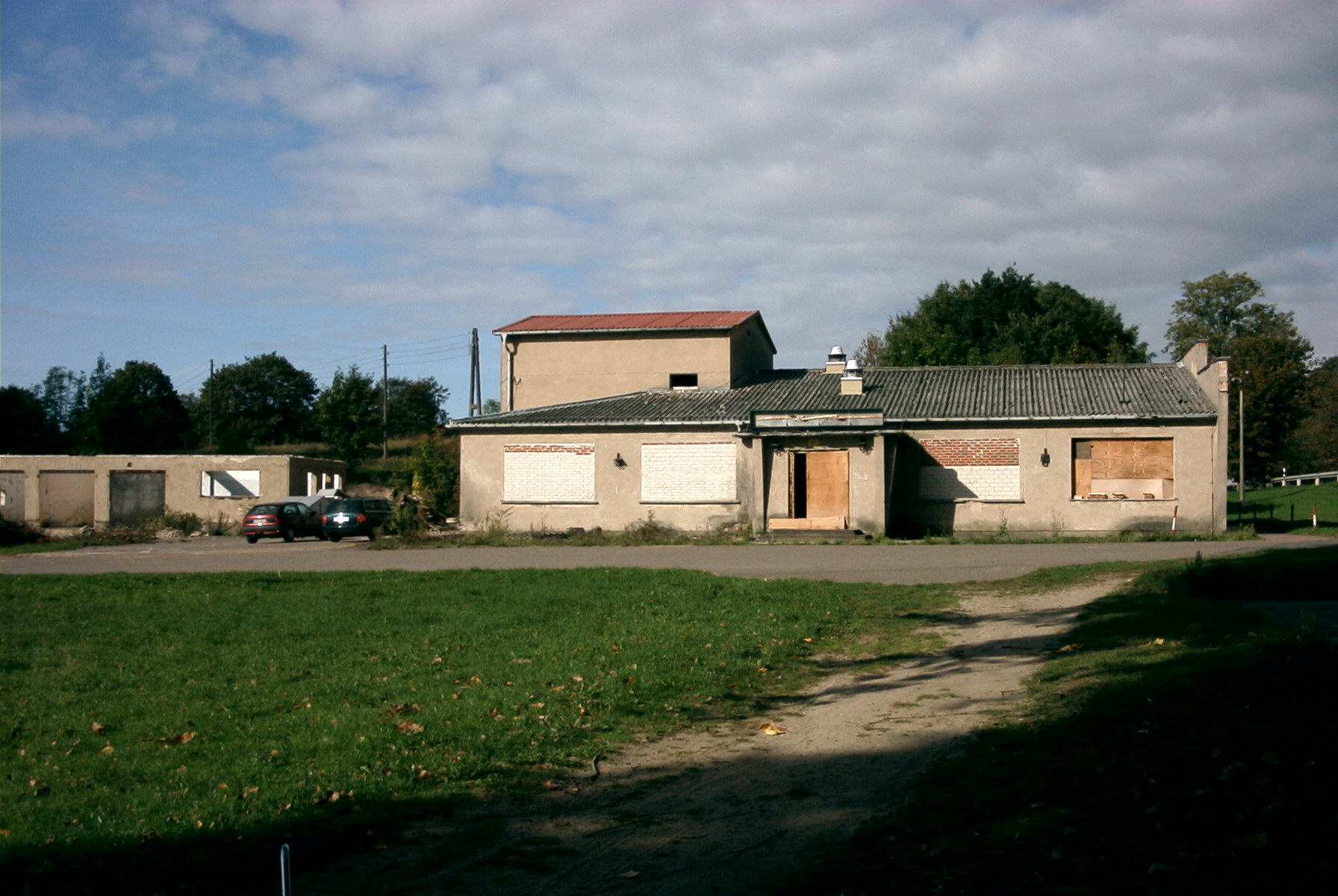
Ruine Gaststätte "Seeperle" 2003
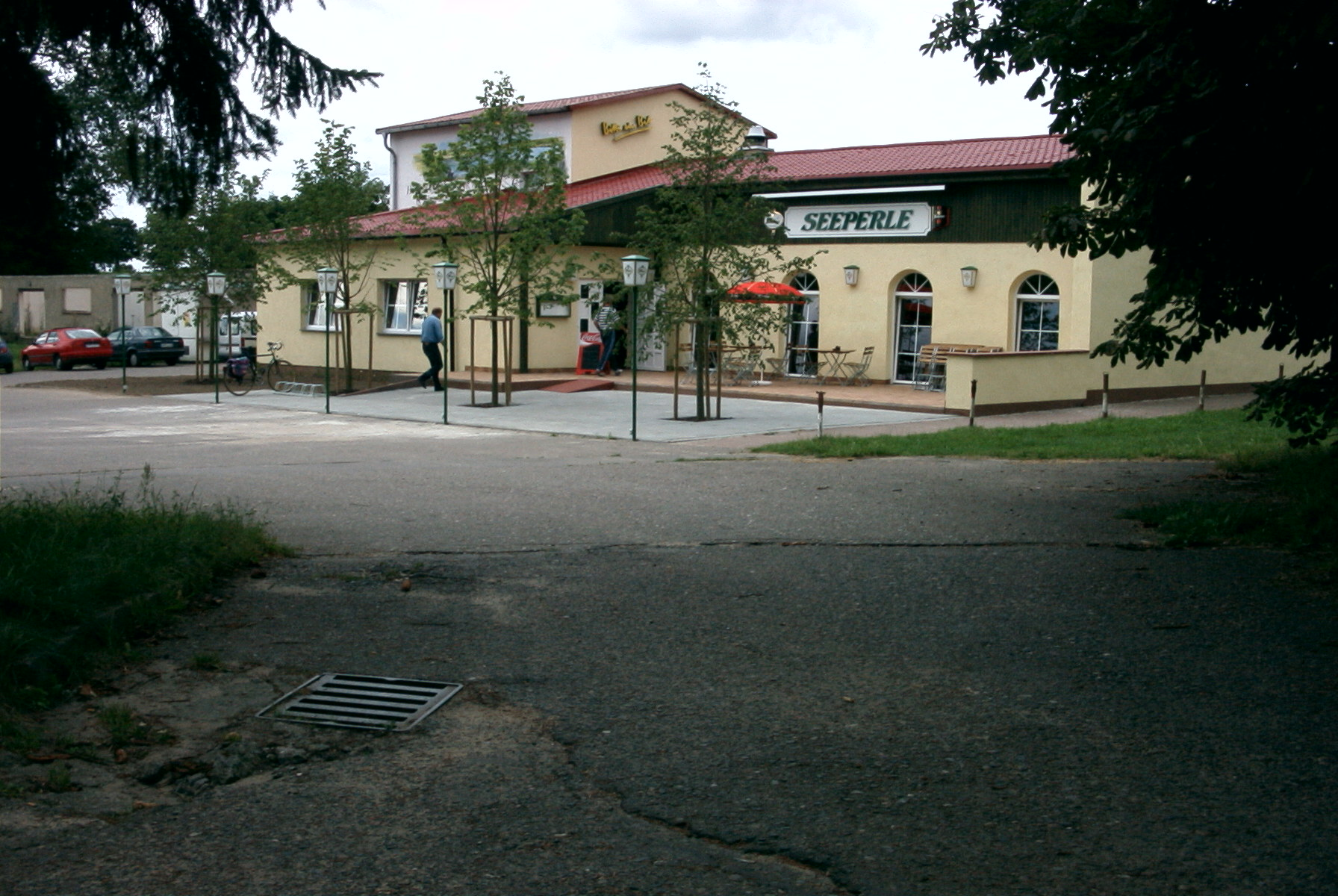
Gaststätte "Seeperle" als kurze Zwischenlösung
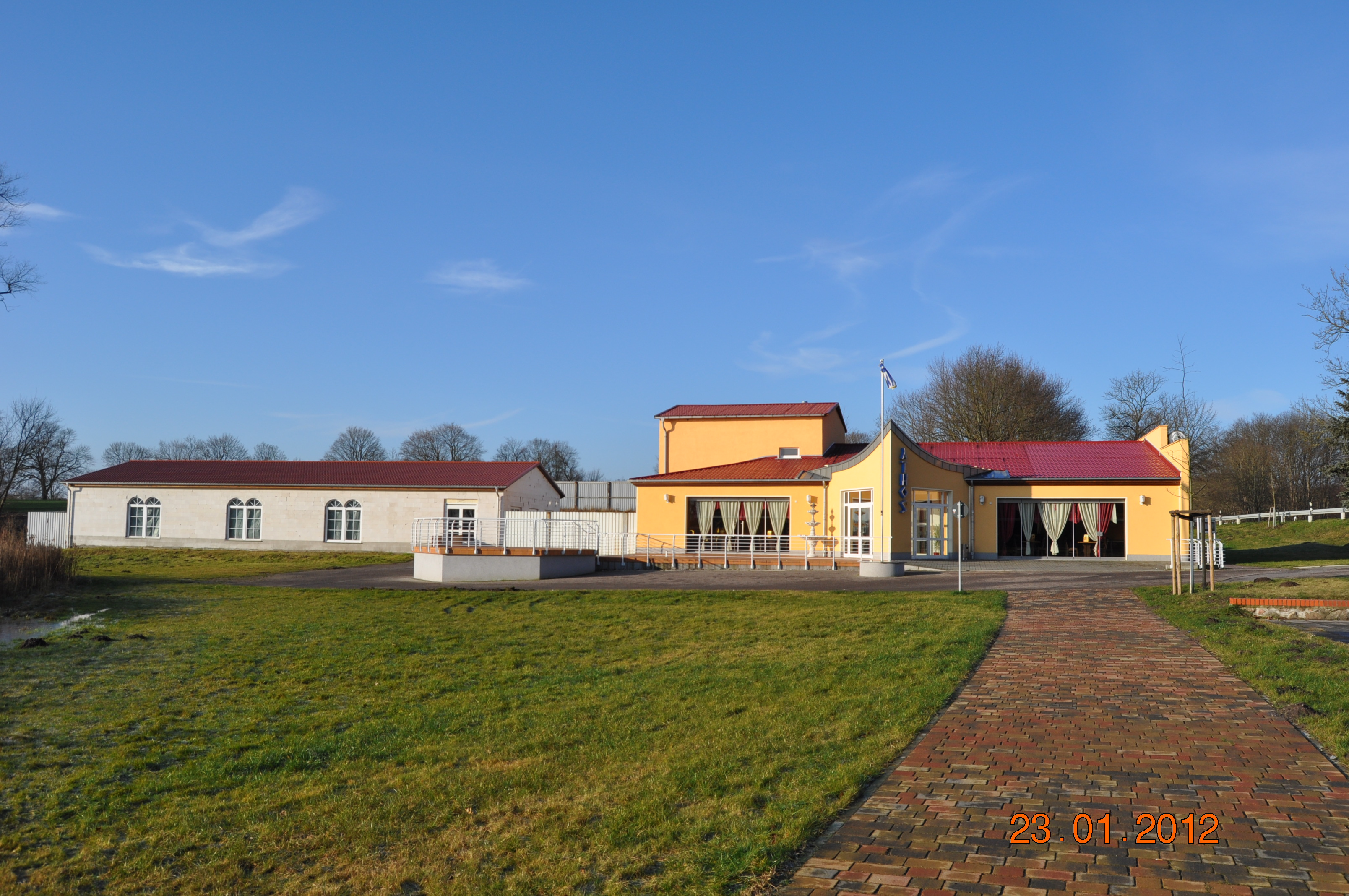
Gaststätte "Athos" 2012